# Вернер Ріхтер
Вернер Ріхтер (нім. Werner Richter; 21 жовтня 1893, Циттау — 3 червня 1944, Рига) — німецький воєначальник, генерал-лейтенант вермахту. Кавалер Лицарського хреста Залізного хреста.

## Біографія
Син гауптмана Теодора Конрада Ріхтера і його дружини Герміни Доротеї Марії, уродженої Бірлінг. 26 лютого 1912 року вступив в Саксонську армію. Учасник Першої світової війни. Після демобілізації армії залишений в рейхсвері. З 1 серпня 1939 року служив в штабі 10-го армійського корпусу. З 1 вересня 1939 року — обер-квартирмейстер 4-ї армії. З 25 листопада 1940 по 9 липня 1942 року — начальник Генштабу 7-ї армії. З 22 серпня 1942 по 31 січня 1943 року — командир 87-ї, з 1 квітня 1943 року — 263-ї піхотної дивізії. 21 травня 1944 року важко поранений і 23 травня відправлений в резерв фюрера. Помер в лазареті.

## Сім'я
3 жовтня 1917 року одружився з Аннемарі Агрікола.

## Звання
- Фенріх (26 лютого 1912)
- Лейтенант (22 травня 1913; патент від 24 червня 1911)
- Оберлейтенант (19 листопада 1916)
- Ротмістр (1 травня 1923)
- Майор (1 лютого 1932; патент від 1 червня 1931)
- Оберстлейтенант (1 вересня 1934)
- Оберст (1 березня 1937)
- Генерал-майор (1 березня 1941)
- Генерал-лейтенант (1 березня 1943)

## Нагороди
- Залізний хрест
  - 2-го класу (20 вересня 1914)
  - 1-го класу (31 травня 1917)
- Орден Альберта (Саксонія), лицарський хрест 2-го класу з мечами (26 липня 1915)
- Військовий орден Святого Генріха, лицарський хрест (30 жовтня 1916)
- Орден Заслуг (Саксонія), лицарський хрест 2-го класу з мечами (7 травня 1918)
- Нагрудний знак «За поранення» в чорному (6 червня 1918)
- Почесний хрест ветерана війни з мечами (5 грудня 1934)
- Медаль «За вислугу років у Вермахті»
  - 4-го, 3-го і 2-го класу (18 років; 2 жовтня 1936) — отримав 3 медалі одночасно.
  - 1-го класу (25 років; 1937)
- Застібка до Залізного хреста
  - 2-го класу (26 вересня 1939)
  - 1-го класу (14 жовтня 1939)
- Німецький хрест в золоті (27 листопада 1943)
- Лицарський хрест Залізного хреста (7 лютого 1944)
- Штурмовий піхотний знак в сріблі (28 березня 1944)